# Стріли Диявола

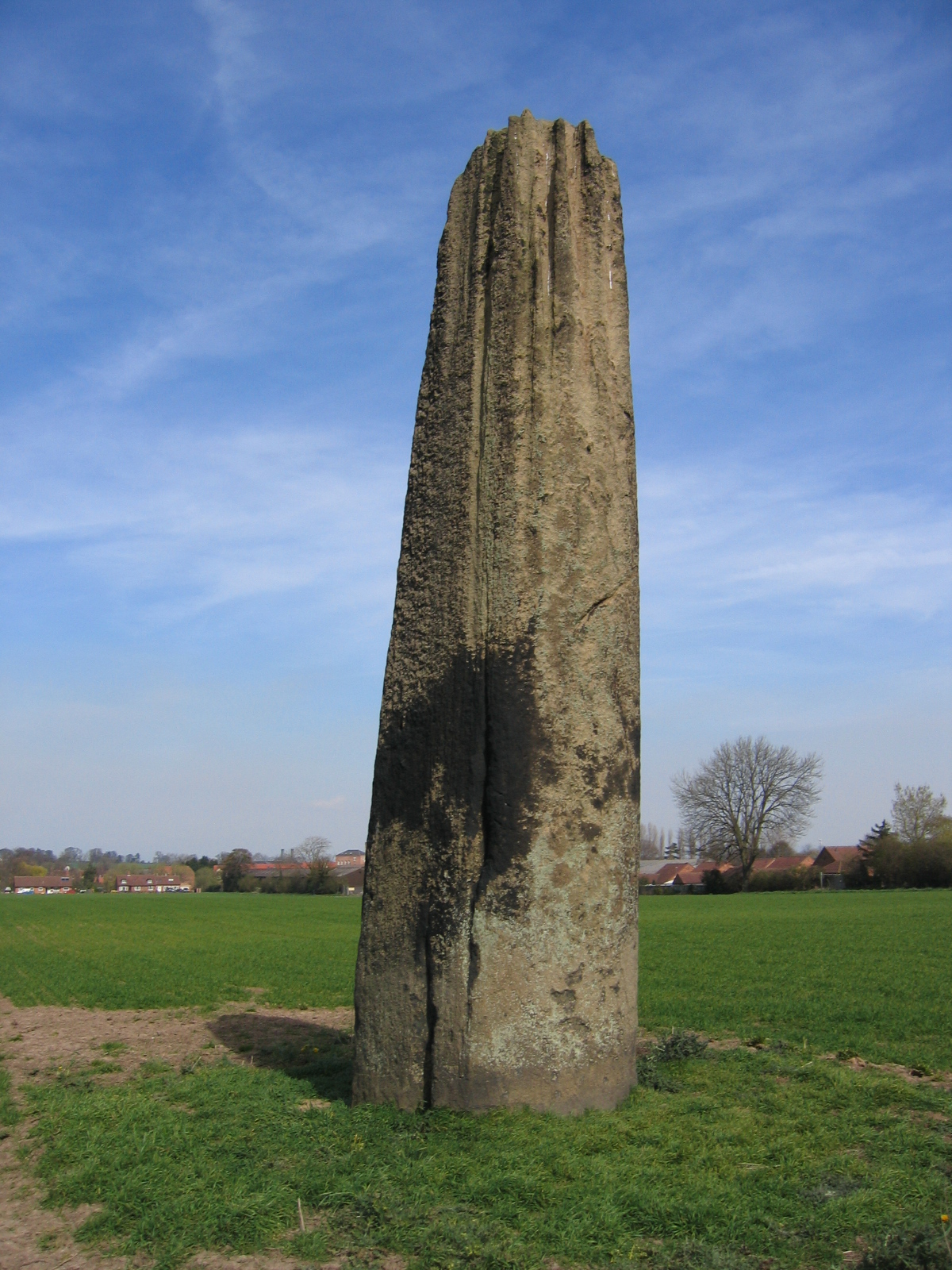
Одна з Стріл Диявола.

Стріли Диявола (англ. Devil's Arrows) — три менгіри з необробленого каменю, що розташовані на відстані 150 футів від шосе A1 у Великій Британії поблизу місця перетину шосе з річкою Юр ( en: River Ure) в Боробріджі, графство Північний Йоркшир.
Всі камені пошкоджені дощової ерозією. Найвищий з каменів має висоту трохи менше 7 метрів, тобто є другим після Радстонського моноліту, висота якого становить майже 8 метрів. Один з каменів впав в результаті діяльності «мисливців за скарбами» в XVIII столітті і пізніше був використаний при будівництві найближчого моста через річку. Камені, очевидно, походять з Пламптонських скель на відстані майже 15 км від нинішнього місцезнаходження Стріл Диявола.
Назва комплексу походить від легенди, висхідній до 1721 р., згідно з якою, Диявол кинув ці камені, направивши їх в найближче місто Олдборо (Aldborough). Він нібито стояв на пагорбі Хау-Хілл (Howe Hill) і вигукував: «Боробрідж, відійди, я рознесу Олдборо!» («Borobrigg keep out o 'way, for Aldborough town I will ding down!»). Камені, однак, не долетіли і приземлилися неподалік від Боробриджа.